# Redes (Revueltas)
Redes es una composición para orquesta del mexicano Silvestre Revueltas para la película del mismo nombre, de 1936, dirigida por Fred Zinnemann y Emilio Gómez Muriel. Revueltas también presentaría la composición de manera independiente en forma de suite en el mismo año.

## Desarrollo
El proyecto de la película Redes fue una idea original de Paul Strand, quien en 1934 buscó apoyo del Departamento de Bellas Artes de la Secretaria de Educación Pública, que por entonces estaba a cargo de Carlos Chávez y quien se convirtió en uno de los principales impulsores del filme mientras fue titular y bajo el entendido de que él musicalizaría la obra. La película llevaría, originalmente, el nombre de Pescados. Sin embargo, poco después, al asumir como jefe de dicho departamento Antonio Castro Leal, éste replanteó el proyecto prescindiendo de Carlos Chávez, por lo que Paul Strand envió una invitación directa a Silvestre Revueltas para aportar la música de la película. Strand explicaba a Chávez el cambio de la siguiente manera:

La razón por la cual yo no mencioné tu nombre fue, absolutamente, porque nunca se me ocurrió que nadie sino tú escribiría la música para Pescados. Sin embargo, cuando a través de Agustín supe que Revueltas escribiría la música, concluí que eso era sólo porque sus compromisos te hacían imposible venir aquí (tú ya me habías escrito algo acerca de eso) y de allí el cambio. Contra mi sincera decepción estaba el sentimiento de que con Silvestre teníamos a otro artista, no uno de segunda.
Carta de Paul Strand a Carlos Chávez.

Si bien esto pareció generar un alejamiento entre Chávez y Castro Leal, aquel parece haberle atribuido mayor responsabilidad a Revueltas.
Revueltas aceptó el cargo y, entre septiembre y noviembre de 1934, a petición de Strand, viajó a Alvarado, Veracruz donde se filmaba la película para conocer las locaciones y al equipo de filmación. Ahí comenzaría con los apuntes para su composición.
Durante septiembre de 1934, cuando Revueltas ya trabajaba en la música de la película, falleció su hija Natalia Revueltas Acevedo, lo que debió sumar a las emociones expresadas en su partitura, ya que coincidía que dentro de las escenas de Redes un hijo de uno de los pescadores muere por falta de dinero para su curación.
Aun estando en Alvarado, el 21 de octubre de ese mismo año, Revueltas terminó un primer borrador de su partitura con el nombre preliminar de la película "Pescados" el cual dedicó "A la memoria de Natalia".
Para el posterior desarrollo de la composición, Revueltos utilizó la versión ya editada de la película, hacia octubre de 1935, la cual repasaba con ayuda de una moviola, lo que le permitía ver una y otra vez las escenas, lo que sin duda ayudó a que la música pusiera los énfasis correctos dentro de los momentos más dramáticos de la historia.
Revueltas firmas la última versión de su partitura en Ciudad de México, el 4 de diciembre de 1935, todavía bajo el título "Pescados", el cual luego sería sustituido por "Redes", presumiblemente aún dentro de ese mismo año.
El 12 de mayo de 1936, antes del estreno en cines que sucedería un mes después, Revueltas presentó Redes como suite sinfónica dirigiendo a la Orquesta Sinfónica Nacional en el Palacio de Bellas Artes, a la par de obras de Carl Maria von Weber, Stravinski y Franck. La grabación de Redes para la película también se realizó con acompañamiento de Orquesta Sinfónica Nacional y, presumiblemente, por las mismas fechas. La suite se componía de tres partes: 1. Introducción, 2. Funeral, y 3. Fiesta del trabajo.